# Apocephalus
Apocephalus is geslacht van bochelvliegen (Phoridae). De wetenschappelijke naam van de soort is voor het eerst geldig gepubliceerd in 1901 door Daniel William Coquillett.
Apocephalus komen voor in het Nearctisch en Neotropisch gebied.
De larven van de meeste soorten parasiteren op steriele werksters van mierensoorten (Formicidae). Ze staan bekend als "mierenonthoofdende" vliegen omdat de vliegen hun eitjes leggen in het hoofd van de mieren, die daarna letterlijk het hoofd verliezen terwijl de vliegenlarven zich daarin ontwikkelen.
De soorten uit de onderfamilie Mesophora parasiteren op andere geleedpotigen (kevers, bijen, wespen, spinnen). Apocephalus borealis uit deze onderfamilie kwam in 2012 in de belangstelling toen bleek dat deze soort naast hommels en wespen ook honingbijen aanvalt. Ze legt haar eitjes in het achterlijf van een bij. Na ongeveer zeven dagen komen volgroeide larven uit het lichaam van de bij tussen het hoofd en de thorax van de dode bij. In de tussenperiode wordt het gedrag van de bijen sterk beïnvloed: ze vliegen 's nachts weg uit het nest, raken gedesoriënteerd, verliezen het evenwicht. Dat heeft aanleiding gegeven tot de benaming "zombiebijen".

## Soorten
- Apocephalus absentis Brown, 1993 c g
- Apocephalus acanthus Brown, 2000 c g
- Apocephalus aculeatus Borgmeier, 1925 c g
- Apocephalus adustus Brown, 1993 c g
- Apocephalus aequalis Brown, 2002 c g
- Apocephalus albiapex Brown, 2002 c g
- Apocephalus altapivorus Brown, 1996 c g
- Apocephalus altus Brown, 2002 c g
- Apocephalus amacayacuensis  g
- Apocephalus amati  g
- Apocephalus amenti  g
- Apocephalus amorimi  g
- Apocephalus amplexus Brown, 2002 c g
- Apocephalus amplidiscus Brown, 2000 c g
- Apocephalus anacurvus Brown, 2002 c g
- Apocephalus analis Borgmeier, 1958 i c g
- Apocephalus ancylus Brown, 1997 c g
- Apocephalus anfractus Brown, 1993 c g
- Apocephalus angularis Borgmeier, 1971 c g
- Apocephalus angusticauda Brown, 1997 c g
- Apocephalus angustinervis Borgmeier, 1961 c g
- Apocephalus angustistylus Brown, 1993 c g
- Apocephalus annulatus Brown, 2000 c g
- Apocephalus antennatus Malloch, 1913 i c g
- Apocephalus apivorus Brown, 1996 c g
- Apocephalus aquilonius Brown, 2002 c g
- Apocephalus arachnes Brown, 2002 c g
- Apocephalus aridus Malloch, 1912 i c g
- Apocephalus astrictus Brown, 2002 c g
- Apocephalus asymmetricus Brown, 1997 c g
- Apocephalus asyndetus Brown, 2000 c g
- Apocephalus atavus Brown, 1996 c g
- Apocephalus atrimarginatus Brown, 2000 c g
- Apocephalus attophilus Borgmeier, 1928 c g
- Apocephalus aztecae Borgmeier, 1961 c g
- Apocephalus barbarus Brown, 2002 c g
- Apocephalus barbicauda Borgmeier, 1931 c g
- Apocephalus barbiventris Brown, 2000 c g
- Apocephalus batillus Brown, 2000 c g
- Apocephalus bilineatus  g
- Apocephalus bilobus Brown, 1997 c g
- Apocephalus bisetus Brown, 1993 c g
- Apocephalus bispinosus Borgmeier, 1928 c g
- Apocephalus borealis Brues, 1924 i c g b
- Apocephalus brevicercus Brown, 1993 c g
- Apocephalus brevicosta Borgmeier, 1958 c g
- Apocephalus brevifrons Brown, 2000 c g
- Apocephalus brevitergum Brown, 2002 c g
- Apocephalus brochus Brown, 2000 c g
- Apocephalus brunnipes Brown, 1993 c g
- Apocephalus bulbosus Brown, 2002 c g
- Apocephalus camarae  g
- Apocephalus camponoti Borgmeier, 1925 c g
- Apocephalus cantleyi Brown, 1997 c g
- Apocephalus carcinus Brown, 2002 c g
- Apocephalus cardiacus Brown, 2000 c g
- Apocephalus catholicus Brown, 2000 c g
- Apocephalus caudatarius (Schmitz, 1915) c g
- Apocephalus cinereus Brown, 2002 c g
- Apocephalus cingulatus Borgmeier, 1961 c g
- Apocephalus clarilocus Brown, 2002 c g
- Apocephalus clavicauda Brown, 1997 c g
- Apocephalus codonus Corona & Brown, 2004 c g
- Apocephalus collatus Brown, 2002 c g
- Apocephalus colobus Brown, 1997 c g
- Apocephalus colombicus Brown, 1997 c g
- Apocephalus comatus Borgmeier, 1958 c g
- Apocephalus commensuratus Brown, 2002 c g
- Apocephalus comosus Brown, 2000 c g
- Apocephalus completus Brown, 1997 c g
- Apocephalus concavus Brown, 1997 c g
- Apocephalus concisus Brown, 2002 c g
- Apocephalus conecitonis Brown, 2000 c g
- Apocephalus conformalis Brown, 2000 c g
- Apocephalus constrictus Brown, 2000 c g
- Apocephalus contortiventris Brown, 2000 c g
- Apocephalus contracticauda Brown, 2000 c g
- Apocephalus coquilletti Malloch, 1912 i c g b
- Apocephalus crassilatus Brown, 2000 c g
- Apocephalus crassus Brown, 1996 c g
- Apocephalus criniventris  g
- Apocephalus crucicauda Borgmeier, 1928 c g
- Apocephalus ctenicoxa Brown, 2002 c g
- Apocephalus cultellatus Borgmeier, 1961 c g
- Apocephalus cuneatus Borgmeier, 1958 c g
- Apocephalus curtinotus Brown, 2000 c g
- Apocephalus curtus Brown, 1993 c g
- Apocephalus curvipes Borgmeier, 1958 c g
- Apocephalus cyathus Brown, 2002 c g
- Apocephalus cyclodiscus Brown, 2000 c g
- Apocephalus deceptus Brown, 2000 c g
- Apocephalus decurvus Brown, 1997 c g
- Apocephalus denotatus Brown, 2000 c g
- Apocephalus densepilosus Borgmeier, 1971 c g
- Apocephalus dichocercus Borgmeier, 1958 c g
- Apocephalus dichromatus Brown, 1997 c g
- Apocephalus diffusus Brown, 1997 c g
- Apocephalus digitalis Borgmeier, 1971 c g
- Apocephalus dinoponerae Brown, 2000 c g
- Apocephalus disparicauda Borgmeier, 1962 i c g
- Apocephalus divergens Borgmeier, 1971 c g
- Apocephalus dracodermus Brown, 2000 c g
- Apocephalus dubitatus Borgmeier, 1971 c g
- Apocephalus echinatus Brown, 1996 c g
- Apocephalus ecitonis Borgmeier, 1928 c g
- Apocephalus emargilatus Brown, 2000 c g
- Apocephalus emphysemus Brown, 1996 c g
- Apocephalus epicautus Brown, 2002 c g
- Apocephalus euryacanthus  g
- Apocephalus eurydomus Brown, 2000 c g
- Apocephalus euryterminus Brown, 2002 c g
- Apocephalus extraneus Brown, 1997 c g
- Apocephalus facettalis Borgmeier, 1961 c g
- Apocephalus facis Brown, 1997 c g
- Apocephalus feeneri Disney, 1982 i c g
- Apocephalus fenestratus Brown, 2000 c g
- Apocephalus fernandezi Brown, 2002 c g
- Apocephalus flexiseta Brown, 2002 c g
- Apocephalus flexus Brown, 2000 c g
- Apocephalus frameatus Brown, 2002 c g b
- Apocephalus funditus Brown, 2000 c g
- Apocephalus fusciapex Brown, 2002 c g
- Apocephalus fuscipalpis Borgmeier, 1958 c g
- Apocephalus gemellus Borgmeier, 1963 i c g
- Apocephalus gemursus Brown, 1993 c g
- Apocephalus gigantivorus Brown, 2000 c g
- Apocephalus glabriventris Brown, 2000 c g
- Apocephalus globosus Brown, 2000 c g
- Apocephalus glomerosus Brown, 2002 c g
- Apocephalus gonzalezae  g
- Apocephalus gracilis Brown, 1993 c g
- Apocephalus grandiflavus Brown, 1994 c g
- Apocephalus grandipalpis Borgmeier, 1925 i c g
- Apocephalus guapilensis Brown, 1997 c g
- Apocephalus hansoni Brown, 1993 c g
- Apocephalus hibbsi Brown, 1997 c g
- Apocephalus hippurus Brown, 2002 c g
- Apocephalus hirsutus Brown, 1997 c g
- Apocephalus hirtifrons Peterson & Robinson, 1976 c g
- Apocephalus hispidus Borgmeier, 1958 c g
- Apocephalus holdenae  g
- Apocephalus horridus Borgmeier, 1963 i c g
- Apocephalus hystricosus Brown, 2002 c g
- Apocephalus inaffectus Brown, 2002 c g
- Apocephalus incomptus Brown, 2000 c g
- Apocephalus indeptus Brown, 2000 c g
- Apocephalus indistinctus Brown, 2000 c g
- Apocephalus infradentatus Borgmeier, 1961 c g
- Apocephalus infraspinosus Borgmeier, 1961 c g
- Apocephalus inimicus Borgmeier, 1961 c g
- Apocephalus inpalpabilis Brown, 2000 c g
- Apocephalus insignis Borgmeier, 1961 c g
- Apocephalus insolitus Borgmeier, 1967 c g
- Apocephalus insulanus Borgmeier, 1969 c g
- Apocephalus intonsus Brown, 2000 c g
- Apocephalus kungae Brown, 2000 c g
- Apocephalus laceyi Disney, 1981 c g
- Apocephalus lamellatus Borgmeier, 1971 c g
- Apocephalus lanceatus Borgmeier, 1925 c g
- Apocephalus laselvaensis Brown, 1997 c g
- Apocephalus latiapex Brown, 2002 c g
- Apocephalus laticauda Borgmeier, 1958 c g
- Apocephalus latinsulosus Brown, 2000 c g
- Apocephalus lativentris Brown, 1997 c g
- Apocephalus lemniscus Brown, 1996 c g
- Apocephalus leptotarsus Brown, 1993 c g
- Apocephalus limai Prado, 1976 c g
- Apocephalus lizanoi Brown, 1996 c g
- Apocephalus lobicauda Brown, 2000 c g
- Apocephalus longimanus  g
- Apocephalus longimucrus  g
- Apocephalus longipes Borgmeier, 1958 c g
- Apocephalus longistylus Brown, 1993 c g
- Apocephalus lunatus Brown, 1997 c g
- Apocephalus luteihalteratus Borgmeier, 1923 c g
- Apocephalus lyratus Borgmeier, 1971 c g
- Apocephalus maculicauda Borgmeier, 1961 c g
- Apocephalus maculosus Brown, 2000 c g
- Apocephalus magnicauda Brown, 2000 c g
- Apocephalus malignus Disney & Michailovskaya, 2002 c g
- Apocephalus marginatus Borgmeier, 1925 c g
- Apocephalus marinhoi  g
- Apocephalus medius Brown, 2002 c g
- Apocephalus megalops Brown, 1996 c g
- Apocephalus melinus Brown, 2000 c g
- Apocephalus meniscus Brown, 2000 c g
- Apocephalus mesacanthus Brown & LeBrun g
- Apocephalus mexacanthus  g
- Apocephalus mexicanus Borgmeier, 1969 c g
- Apocephalus micrepelis Brown, 1993 c g
- Apocephalus minutus Borgmeier, 1958 c g
- Apocephalus miricauda Borgmeier, 1971 c g
- Apocephalus missouriensis  g
- Apocephalus modesta Borgmeier, 1963 c g
- Apocephalus moraviensis Brown, 1993 c g
- Apocephalus mortifer Borgmeier, 1937 i c g
- Apocephalus mucronatus Borgmeier, 1958 c g
- Apocephalus neivai Borgmeier, 1931 c g
- Apocephalus niger Malloch, 1935 c g
- Apocephalus nigricauda Brown, 1997 c g
- Apocephalus nitifrons Brown, 1994 c g
- Apocephalus niveus Brown, 1996 c g
- Apocephalus normenti Prado, 1976 c g
- Apocephalus oblongus Brown, 1997 c g
- Apocephalus obscurus Borgmeier, 1923 c g
- Apocephalus occidentalis Brown, 1997 c g
- Apocephalus octonus Brown, 1997 c g
- Apocephalus onorei Brown, 1997 c g
- Apocephalus opimus Brown, 2002 c g
- Apocephalus orbiculus Brown, 2000 c g
- Apocephalus pachycondylae Brown, 2000 c g
- Apocephalus paldiae Brown, 2000 c g
- Apocephalus palposus Borgmeier, 1963 i c g
- Apocephalus papei  g
- Apocephalus paracanthus  g
- Apocephalus parallelus Brown, 1997 c g
- Apocephalus paraponerae Borgmeier, 1958 c g
- Apocephalus parvifurcatus Enderlein, 1912 c g
- Apocephalus parvus Disney, 2007 c g
- Apocephalus patulus Brown, 1997 c g
- Apocephalus paulus Borgmeier, 1963 i c g
- Apocephalus peniculatus Borgmeier, 1925 c g
- Apocephalus pergandei Coquillett, 1901 i c g
- Apocephalus persecutor Borgmeier, 1961 c g
- Apocephalus petiolus Brown, 2000 c g
- Apocephalus pilatus Brown, 1996 c g
- Apocephalus piliventris Borgmeier, 1925 c g
- Apocephalus pittadearaujoi  g
- Apocephalus planus Brown, 2002 c g
- Apocephalus platycauda Brown, 2002 c g
- Apocephalus platypalpis Borgmeier, 1925 i c g
- Apocephalus pluteus Brown, 2002 c g
- Apocephalus ponderosus Brown, 2002 c g
- Apocephalus praedator Borgmeier, 1971 c g
- Apocephalus pristinus Brown, 1993 c g
- Apocephalus prolatus Brown, 1993 c g
- Apocephalus prolixus Brown, 1996 c g
- Apocephalus pseudocercus Brown, 1997 c g
- Apocephalus quadratus Brown, 1997 c g
- Apocephalus quadriglumis Borgmeier, 1961 c g
- Apocephalus radiatus Brown, 2002 c g
- Apocephalus reburrus Brown, 2002 c g
- Apocephalus rectisetus  g
- Apocephalus reticulatus Brown, 2000 c g
- Apocephalus riccardae  g
- Apocephalus rionegrensis Borgmeier, 1928 c g
- Apocephalus ritualis Brown, 1997 c g
- Apocephalus roeschardae Brown, 2000 c g
- Apocephalus rotundus Brown, 2002 c g
- Apocephalus rudiculus Brown, 1997 c g
- Apocephalus rugosus Brown, 2002 c g
- Apocephalus sagittarius Borgmeier, 1971 c g
- Apocephalus satanus Brown, 1994 c g
- Apocephalus scaurus Corona & Brown, 2004 c g
- Apocephalus secundus Brown, 1996 c g
- Apocephalus securis Brown, 1997 c g
- Apocephalus secus Brown, 2000 c g
- Apocephalus setialvus Brown, 1993 c g
- Apocephalus setilobus Brown, 1997 c g
- Apocephalus setimargo Borgmeier, 1971 c g
- Apocephalus setissitergus  g
- Apocephalus setitarsus Brown, 1997 c g
- Apocephalus setiventris Borgmeier, 1971 c g
- Apocephalus sharkeyi Brown, 2002 c g
- Apocephalus silvestrii Borgmeier, 1971 c g
- Apocephalus similis Malloch, 1912 i c g
- Apocephalus sincerus Brown, 2002 c g
- Apocephalus singulus Brown, 1997 c g
- Apocephalus sinuosus Brown, 1997 c g
- Apocephalus spatulatus Borgmeier, 1958 c g
- Apocephalus spatulicauda Borgmeier, 1961 c g
- Apocephalus spiculus Brown, 2000 c g
- Apocephalus spinilatus Brown, 1997 c g
- Apocephalus spinosus Brown, 1997 c g
- Apocephalus staurotus Brown, 2002 c g
- Apocephalus stillatus Brown, 1997 c g
- Apocephalus strazhnikae  g
- Apocephalus striativentris Brown, 2000 c g
- Apocephalus striatus Brown, 1997 c g
- Apocephalus strongylus Brown, 2000 c g
- Apocephalus succineus Brown, 2000 c g
- Apocephalus sulcatus Borgmeier, 1963 i c g
- Apocephalus superatus Brown, 2002 c g
- Apocephalus tanyurus Brown, 2000 c g
- Apocephalus tenuipes Borgmeier, 1963 i c g
- Apocephalus tenuitarsus Brown, 1997 c g
- Apocephalus torulus Brown, 2000 c g
- Apocephalus triangularis Brown, 2000 c g
- Apocephalus trichocoxa Borgmeier, 1925 c g
- Apocephalus tricuspis Borgmeier, 1961 c g
- Apocephalus trifidus Brown, 2000 c g
- Apocephalus trisetus Brown, 1993 c g
- Apocephalus tritarsus Brown, 1993 c g
- Apocephalus truncaticercus Brown, 1993 c g
- Apocephalus unitarsus Brown, 1993 c g
- Apocephalus vangus Brown, 2002 c g
- Apocephalus vannus Brown, 1997 c g
- Apocephalus velutinus Borgmeier, 1958 c g
- Apocephalus vibrissicauda Brown, 1997 c g
- Apocephalus vicinus Borgmeier, 1925 c g
- Apocephalus vicosae Disney & Braganca, 2000 c g
- Apocephalus wallerae Disney, 1980 i c g
- Apocephalus weissi  g
- Apocephalus wheeleri Brues, 1903 i c g
- Apocephalus wirthi Borgmeier, 1963 i c g
- Apocephalus xavierfilhoi  g